# Élection présidentielle biélorusse de 2006
Une élection présidentielle s'est tenue en Biélorussie le 19 mars 2006. Le président sortant Alexandre Loukachenko a été réélu.

## Système électoral
Le président de la république de Biélorussie est élu au suffrage universel direct au cours d'un scrutin libre et secret pour un mandat de cinq ans, selon un mode de scrutin uninominal majoritaire à deux tours modifié : est élu le candidat qui recueille plus de 55 % des suffrages exprimés au premier tour. À défaut, un second tour est organisé entre les deux candidats arrivés en tête, et celui recueillant le plus de suffrages est déclaré élu.

## Résultats officiels
| Candidats                  | Voix      | %     |
| -------------------------- | --------- | ----- |
| Alexandre Loukachenko      | 5 501 249 | 84,44 |
| Alexandre Milinkevitch     | 405 486   | 6,22  |
| Sergueï Gaïdoukévitch (en) | 230 664   | 3,54  |
| Alexandre Kazouline        | 147 402   | 2,26  |
| Contre tous                | 230 320   | 3,54  |